# سرجیو فرارا
 سرجیو فرارا (انگلیسی: Sergio Ferrara؛ زاده ۲ مهٔ ۱۹۴۵) یک فیزیک‌دان اهل ایتالیا است.